# 이스라엘 중앙통계국

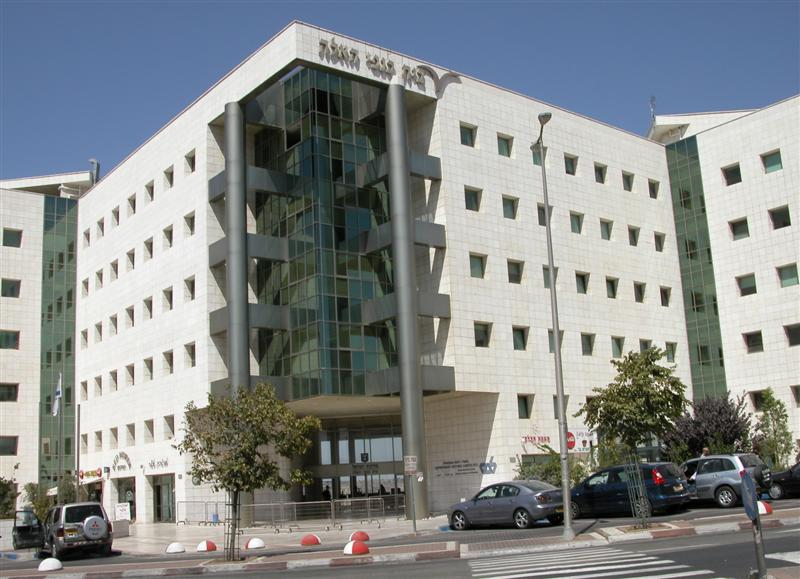
이스라엘 중앙통계국

이스라엘 중앙통계국(Israel Central Bureau of Statistics)은 인구, 사회, 경제, 산업, 교육, 물리적 인프라 등 이스라엘의 삶의 모든 측면에 대한 통계 데이터를 연구, 발표하기 위해 1949년에 설립된 이스라엘 정부의 행정 기관이다.